# Pernunselkä
Pernunselkä är en del av sjön Livojärvi i Finland. Den ligger i Posio i landskapet Lappland, i den norra delen av landet, 700 km norr om huvudstaden Helsingfors. Pernunselkä ligger 266 meter över havet. Den ligger vid sjön Kellinselkä.